# Raúl Roma
Raúl Ortega Castro (Tulancingo, México, 17 de julio de 1984), más conocido como Raúl Roma, es un cantautor y compositor mexicano, integrante del dúo musical Río Roma.

## Primeros años
Raúl nació el 17 de julio de 1984 en Tulancingo, Hidalgo, México. Es Hijo de José Luis Ortega Pineda y María Teresa Castro de Ortega.

## Carrera artística

### Josel y Raúl
En 2008 inició su carrera junto a su hermano José Luis con un proyecto musical bajo el apoyo de Sony Music, comenzaron con un dueto llamado simplemente «Josel y Raúl». Este disco homónimo de corte regional mexicano-romántico cuenta con 11 temas, todos de la autoría de José Luis y tres coautorías de Raúl. El álbum fue producido por Junior Cabral.

### Río Roma
Tras tres años llamados como «Josel y Raúl» en 2011 lanzan su primer álbum discográfico «Al fin te encontré» bajo el nombre de Río Roma. De este material también se desprenden los temas: «Por eso te amo», «No lo beses» y «Tan solo un minuto». En 2013 sale a la venta su segundo material discográfico «Otra vida».
En el año 2014 se lanzó su álbum «Hoy es un buen día». Entre el 2014 y 2015 promocionaron en Estados Unidos su nuevo material, el cual cuenta con los mejores temas, según ellos, de sus dos discos editados en México. Ese mismo año incursionan como couches en el reality «Me pongo de pie» emitido por la cadena Televisa, obteniendo el tercer lugar de la competencia.
Te quiero mucho, mucho fue el primer sencillo de su tercer álbum discográfico «Eres la persona correcta en el momento equivocado», publicado el 26 de febrero de 2016. El tema homónimo que da título al álbum se estrenó como segundo sencillo.

### Composición
Raúl ha compuesto diversos temas de Río Roma, además de componer junto a su hermano José Luis los temas:  «Nadie es nadie» de Yuri y «Amore mio» de Thalía.

## Vida privada
Mantuvo una relación con la modelo Milena Montalvo, con quien tuvo un hijo llamado Alex, nacido en agosto de 2017. En 2018, su expareja lo demandó por manutención.

## Discografía

### ConRío Roma
Álbumes de estudio
- 2008: Josel y Raúl[20]
- 2011: Al fin te encontré[21]
- 2013: Otra vida
- 2016: Eres la persona correcta en el momento equivocado
- 2021: Rojo

Álbumes recopilatorios
- 2014: Hoy Es Un Buen Día[22]